# Serravalle
Serravalle (emilián–romanyol nyelven Saravâl) egyike San Marino kilenc városának. Az ország északkeleti részén helyezkedik el. Serravalle San Marino legnépesebb városa. A várost először egy 962-ben keltezett dokumentum említi. A település neve az olasz Serra (hegység) és Valle (völgy) szavak összekapcsolásából ered.

## Sport
Itt található San Marino legnagyobb stadionja, a Stadio Olimpico, melynek 7000 fős befogadóképessége van. A pályát az olasz bajnokság harmadosztályában szereplő San Marino Calcio és a San Marinó-i labdarúgó-válogatott is használja.